# Freddy Alborta
Freddy Alborta Trigo (La Paz, Bolivia; 1932 - 17 de agosto de 2005) fue un fotógrafo y cineasta boliviano conocido por sus fotos del cadáver del Che Guevara.
Trabajó como reportero gráfico para agencias como United Press International y Associated Press, así como para los diarios bolivianos Presencia,  Última Hora y Jornada. Trabajó como fotógrafo oficial del presidente Víctor Paz Estenssoro entre 1952 y 1964 y se le consideraba uno de los fotógrafos bolivianos más influyentes hasta mitad de los años ochenta en que se retira del periodismo. Su foto más conocida es la que tomó en Vallegrande en 1967 en la que aparece el cadáver del Ché con los ojos abiertos.
Además realizó fotografías de paisajes y sobre las costumbres de la población andina, publicando un libro con esta temática. Ha participado en varias exposiciones colectivas como la realizada en 2003 en la Galería Nacional del Juego de Palma de París, en 2004 en Haus der Photographie  de Hamburgo o en 2006 en el Museo Nacional de Bellas Artes de Buenos Aires. En su vertiente cinematográfica participó en 1997 en la realización de la película documental El día que me quieras, que trata sobre la muerte del Ché partir de su foto.
Murió en La Paz el 17 de agosto de 2005.